# 里夏德·阿杰伊
里夏德·阿杰伊（德語：Richard Adjei，1983年1月30日—2020年10月26日），德国男子雪车运动员。他曾代表德国参加2010年冬季奥林匹克运动会雪车比赛，联同托马斯·弗洛许茨获得男子双人银牌。